# The Keepsake Stories
The Keepsake Stories est le nom sous lequel on désigne trois nouvelles de l'auteur écossais Walter Scott, parues à la fin de l'année 1828 dans le livre-cadeau The Keepsake for 1829 :
- Le Miroir de ma tante Marguerite (My Aunt Margaret's Mirror), conte fantastique ;
- La Chambre tapissée ou la Dame en sac (The Tapestried Chamber, or, The Lady in the Sacque), histoire de fantôme ;
- La Mort du Laird's Jock (Death of the Laird's Jock), récit tragique.

## Genèse

### D'abord destinées auxChroniques de la Canongate
Le 27 mai 1826, peu après la mort de son épouse, Scott commence à écrire les Chroniques de la Canongate, qui doivent se composer de deux séries d'histoires courtes.
La première série, qui paraît le 30 octobre 1827, comprend deux nouvelles (La Veuve des Highlands et Les Deux Bouviers) et un court roman (La Fille du chirurgien). L'accueil critique est bon. Mais le succès public n'est pas comparable à celui des longs romans de Scott, ce qui remet en cause le projet. L'éditeur Robert Cadell (en) refuse deux nouvelles que Scott a écrites pour la deuxième série : Le Miroir de ma tante Marguerite et La Chambre tapissée.
La deuxième série des Chroniques est finalement constituée d'un roman, La Jolie Fille de Perth, qui paraît le 15 mai 1828.

### Publication
Scott décide alors de publier chez un autre éditeur les deux nouvelles refusées. Elles paraissent à la fin de l'année 1828 dans The Keepsake (en) for 1829, un livre richement illustré à offrir à l'occasion des fêtes de Noël. Elles sont accompagnées d'une troisième nouvelle, La Mort du Laird's Jock, écrite spécialement pour The Keepsake.
On trouve également, dans cette édition du Keepsake, un texte de Scott qui n'est pas une fiction, mais une description de son domaine : A Scene at Abbotsford.
En 1831, dans l'édition de langue anglaise Magnum Opus, les trois nouvelles sont groupées avec les Chroniques de la Canongate.

## Le Miroir de ma tante Marguerite

### Contexte éditorial
En 1826, les éditeurs et associés de Scott font faillite, ce qui rend l'écrivain insolvable. Son épouse meurt. Pour payer ses dettes, il s'impose un rythme de travail qui va gravement altérer sa santé. Ces terribles épreuves ne doivent pas être étrangères au ton mélancolique de Bothwell, le premier narrateur du Miroir de ma tante Marguerite.

### Dates et lieu
L'entretien de Bothwell et de sa tante a lieu en 1826. L'époque où se déroule l'histoire du miroir est floue. Tante Marguerite ne sait donner la date du passage en Flandre de sir Philip. Elle dit seulement que c'est au moment des campagnes de Marlborough : on songe à la guerre de Succession d'Espagne (1701-1714). Par ailleurs, un médecin fait allusion au séjour en Italie du prétendant Jacques François Stuart, séjour qui débute en 1717.
Lady Bothwell fait partie de la bonne société d'Édimbourg, et Battisto d’Amiotti exerce dans cette ville.

### Résumé

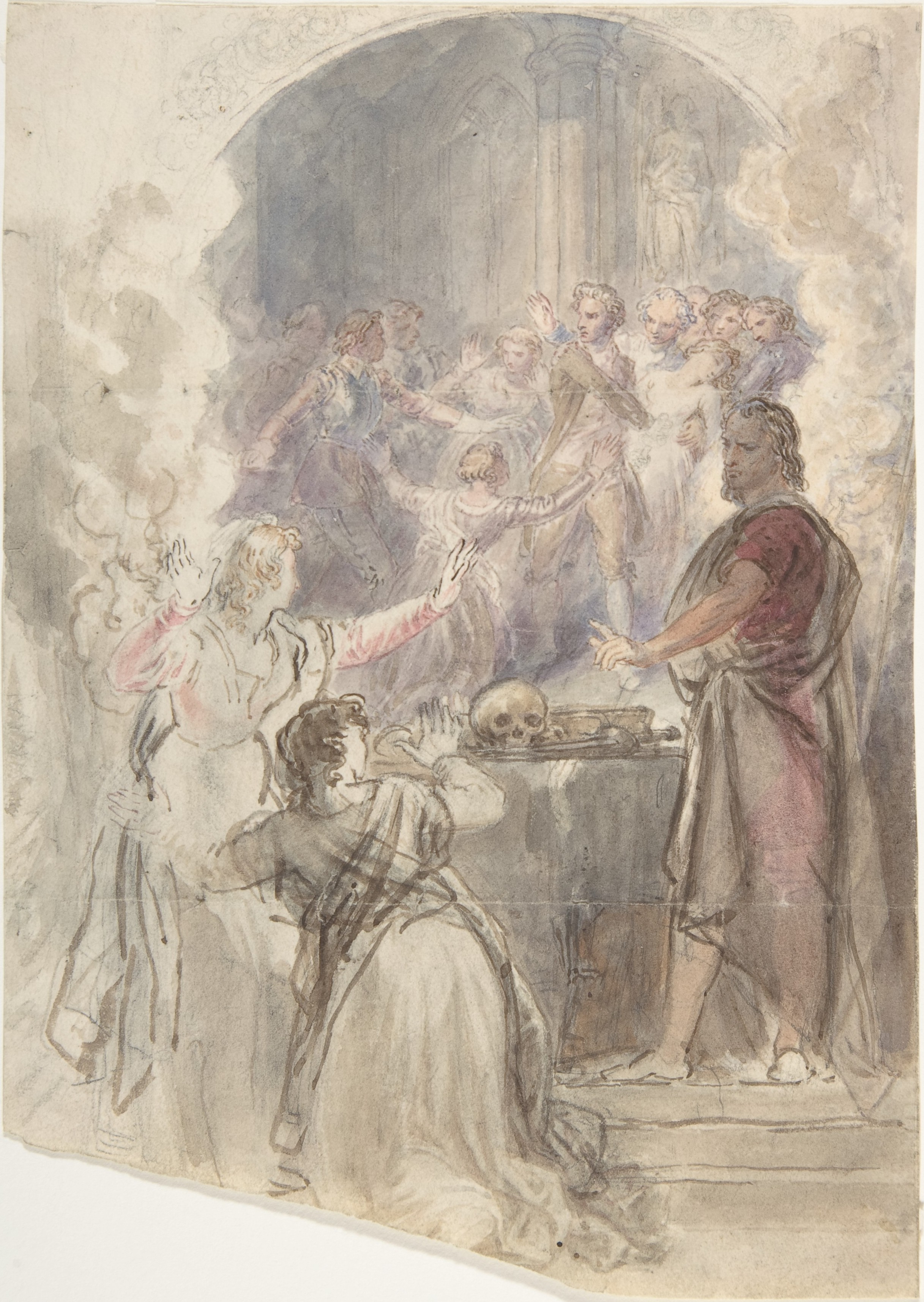
Lady Forester et lady Bothwell voient dans le miroir la cérémonie de mariage perturbée.

Aux alentours de l'ancienne maison familiale, Bothwell éprouve la nostalgie des jeux de son enfance avec ses frères maintenant disparus, sur des prairies qui jadis appartenaient aux siens. Le dernier parent qui lui reste est sa tante Marguerite. Après un long échange sur « la douce impression d'une crainte surnaturelle », la vieille dame raconte à son neveu une histoire qu'elle tient de sa grand-mère, lady Bothwell.
Philip Forester, libertin égoïste, épouse pour son argent Jemima, la sœur de lady Bothwell. Lady Forester aime passionnément son mari, qui la traite « avec une indifférence polie ». Un jour, il quitte femme et enfants pour s'engager comme volontaire. Il part combattre en Flandre. Il n'envoie aucune nouvelle. Puis on apprend qu'il a disparu, sans que l'on sache s'il a été tué, s'il a été fait prisonnier ou s'il a déserté. Lady Forester est très affectée par l'absence de celui qu'elle se représente toujours comme « galant, brillant, tendre enfin comme il était avant son mariage ». Elle décide de consulter le médecin padouan Battisto d’Amiotti. On prétend qu'il peut localiser les absents, et dire à quelle occupation ils se livrent.
Lady Forester se rend chez lui en compagnie de lady Bothwell. D'Amiotti fait entrer les deux femmes dans une pièce dont une paroi est entièrement recouverte d'un miroir éclairé par des torches. Il prévient que la scène qu'elles vont voir ne durera que sept minutes. Bientôt, le grand miroir ne reflète plus seulement les objets qui sont dans la pièce. Une image d'abord confuse, puis de plus en plus nette s'y installe : l'intérieur d'un temple protestant où le ministre s'apprête à officier. On comprend qu'il s'agit d'un mariage quand on voit entrer les fiancés, suivis de l'assistance. Lady Forester et lady Bothwell, effarées, découvrent que le fiancé n'est autre que sir Philip. Un petit groupe d'officiers entre à son tour. Soudain, l'un d'entre eux se détache et se précipite sur le fiancé. Tous deux tirent leurs épées. S'ensuit une confusion dans l'assistance et c'est à ce moment que, les sept minutes étant écoulées, l'image disparaît.
La secousse est rude pour lady Forester. Enfin, un courrier arrive de Hollande. Il apprend aux deux femmes que sir Philip a disparu parce qu'il ne pouvait payer une dette de jeu. Il a changé de nom et s'est établi à Rotterdam. Il a séduit la fille d'un riche bourgmestre, et s'apprêtait à l'épouser. L'officier intervenu juste avant la cérémonie était le capitaine Falconer, le demi-frère de lady Forester et de lady Bothwell. Un duel a opposé le capitaine et sir Philip. Le capitaine a été tué. Ces nouvelles choquent si fort lady Forester qu'elle en meurt.
Tante Marguerite précise que la scène du temple n'a pas été vue dans le miroir en même temps qu'elle s'est produite, mais quelque temps plus tard, ce qui a pu laisser au devin le temps d'être informé. Il y a donc place pour le doute.
D'Amiotti est peu après poursuivi comme agent du prétendant Jacques François Stuart. Il réussit à fuir.
Bien des années après ces événements, un vieillard vient implorer le pardon de lady Bothwell pour sir Philip, qu'il dit mourant. Lady Bothwell refuse tout net, puis hésite, et va peut-être se laisser fléchir. Soudain elle comprend qu'elle a en face d'elle sir Philip lui-même. Elle appelle à l'aide. Sir Philip s'échappe.

### Personnages
- Bothwell, le narrateur, dernier parent de la tante Marguerite. Comme Scott il est le seul survivant de sa fratrie[11], et comme Scott il souffre d'une jambe : « Moi seul je vis encore, quoique infirme dès mon enfance[12]. »
- Marguerite (Margaret dans l'édition originale) Bothwell, célibataire, tante du narrateur. Jacobite « de sentiment et de sensations seulement », mais sujet loyal de George IV[13] : une whimsical (une « fantasque », agissant plus par sentiment que par principe[14]).
- John Clayhudgeons, nouveau propriétaire de la vieille chapelle. Il estime que les décombres qui sont à l'intérieur (sans doute les restes des ancêtres de tante Marguerite) « seraient excellents pour fumer ses prairies[15] ».
- Philip[16] Forester, 30 ans, libertin. Une belle figure, des talents et des manières élégantes. Des duels, des bonnes fortunes et des actions qui lui auraient mérité d'être pendu. Voluptueux, ou plutôt parfait égoïste. Un caractère « comme son épée, poli, tranchant et brillant, mais inflexible et sans pitié[9] ». Une fortune délabrée.
- La jolie Peggy Grindstonne, la fille du meunier de Sillermills. Morte de chagrin par la faute de sir Philip.
- Jemima[17], ou Jemmie, Falconer. La plus jeune des demoiselles Falconer de King's Copland. Une intelligence des plus ordinaires. « Une grande délicatesse de traits et de teint, mais sans aucune expression[9]. »
- Lady Bothwell, sœur aînée de Jemima. Grand-mère de tante Marguerite. À l'opposé de sa sœur : hardie sans effronterie, ambitieuse.
- Capitaine (ou major[18]) Falconer, frère utérin des deux sœurs. Il lui est arrivé de se quereller avec son beau-frère sir Philip.
- Battisto d'Amiotti, dit « le docteur de Padoue », environ 50 ans. Prétend avoir étudié la médecine à l'université de Padoue. On dit qu'il est un sorcier ayant recours à des moyens surnaturels pour obtenir des guérisons, et qu'il lit dans l'avenir. Il est suspect aux yeux d'un médecin partisan des Hanovres parce qu'il vient d'Italie (où s'est réfugié en 1717 le prétendant Jacques François Stuart), et parce que ses vieilles clientes sont favorables aux Stuarts[7].

## La Chambre tapissée

### Résumé
Durant la guerre d'indépendance des États-Unis, le général anglais Richard Browne sait garder son sang-froid « au milieu des plus imminents dangers ». Il montre « un courage réel ». La guerre prend fin. Le général revient au pays. Visitant l'ouest de l'Angleterre, il avise un château dont il apprend que le propriétaire n'est autre que Frank Woodville, un vieil ami d'école et d'université. Celui-ci vient d'hériter du château.
Lord Woodville offre l'hospitalité au général. Comme son château est déjà plein d'amis venus chasser, il propose à Browne une chambre « meublée à l'antique », mais confortable. Les murs sont revêtus de tapisseries un peu sombres. Browne, qui a été logé dans un tonneau pendant la guerre, ne se formalise nullement.
Au petit déjeuner, le général ne paraît pas. Un domestique l'a vu s'en aller, au lever du jour, par un temps froid et pluvieux. On le voit revenir, cheveux et vêtements en désordre, les yeux égarés. Il annonce qu'il part sur-le-champ, alors qu'il a promis de rester une semaine.
Resté seul avec lord Woodville, le général consent enfin à s'expliquer. Sa nuit a été terrible. Après de longues tergiversations, il accepte de la raconter.
La veille, alors qu'il commence à s'endormir, il entend le frottement d'une robe de soie et le bruit de talons hauts. Il aperçoit dans la chambre la silhouette d'une vieille femme, vêtue d'une robe passée de mode. La vieille se retourne vers lui. Browne comprend tout de suite qu'il n'a pas affaire à un être vivant. Le visage est décharné, c'est celui d'un cadavre. On y peut lire « les passions viles et haineuses » qui ont animé cette femme de son vivant. Le spectre hideux s'assied sur le lit et approche son visage de celui de Browne en grinçant des dents. Le général a maintes fois prouvé au combat qu'il n'est pas un poltron. Il sent pourtant fondre tout son courage. Il perd connaissance.
Il recouvre ses esprits quand l'horloge du château sonne une heure. Terrorisé, en proie à des hallucinations, il n'ose bouger de son lit. Quand le jour se lève, il quitte la chambre et part marcher dans la campagne.
Lord Woodville avait entendu dire que la chambre était hantée. Il n'y croyait pas. Il voulait un témoignage crédible. La venue inopinée du général, homme ferme et courageux, et qui n'avait jamais entendu parler de cette chambre ni de son fantôme, allait lui permettre d'en avoir le cœur net.
Il conduit son hôte dans une galerie où sont réunis les portraits de ses ancêtres. Dans l'un d'eux, le général reconnaît soudain l'apparition. Lord Woodville lui apprend que le portrait est celui d'une femme monstrueuse, coupable de noirs crimes. « Le détail en serait épouvantable : il suffit de dire que dans ce fatal appartement un inceste et un meurtre contre nature furent commis. » Tandis que lord Woodville ordonne de murer la porte de la chambre, le général s'en va « chercher dans un pays moins romantique, et parmi des amis d'une sphère moins élevée », l'oubli de sa nuit affreuse.

### Personnages
- Général Richard Browne, soldat courageux, de retour de la guerre d'indépendance des États-Unis.
- Frank Woodville, ancien condisciple du général, devenu pair du royaume à la mort de son père. Héritier du château de Woodville.
- Le fantôme.

## La Mort du Laird's Jock

### Époque et lieu du récit

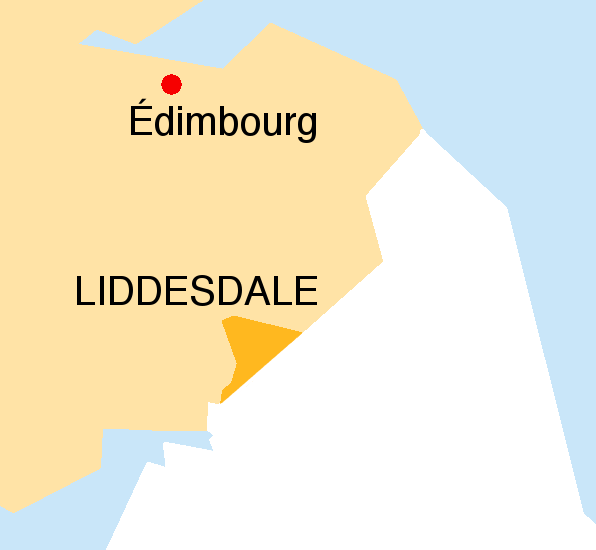
L'ancien district écossais du Liddesdale, à la frontière de l'Angleterre.

Scott situe le récit dans les dernières années du règne d'Élisabeth Ire, c'est-à-dire aux alentours de 1700. Sur les frontières, avant 1707, avant l'Union de l'Écosse et de l'Angleterre, les guerres étaient incessantes entre les deux peuples. Et les courtes trêves offraient comme amusement des combats singuliers entre champions des deux pays.
Le clan de Jock vit dans le Liddesdale, la vallée de la Liddel, dans les Scottish Borders, les territoires écossais jouxtant l'Angleterre. Le Liddesdale est un ancien district écossais, limité à l'est par le Teviotdale, à l'ouest par l'Annandale et au nord par le Tweeddale. Au sud, il borde le comté anglais de Cumberland.

### Résumé
Le « Jock du laird » est adroit, fort, très courageux. Maniant une lourde et large épée à double poignée, il n'a pas son égal dans le combat singulier. Aucun champion anglais du Cumberland, du Westmoreland ni du Northumberland ne réussit à le vaincre.
Mais il vieillit. Le voici incapable de manier les armes. Son fils unique le remplace. C'est lui qui guide le clan au combat. C'est lui qui défend l'honneur de l'Écosse face aux Anglais. Il est « actif, brave et vigoureux ». Cependant, Jock le trouve trop jeune et trop inexpérimenté. Il ne lui confie pas encore l'épée à double poignée.
Foster, un guerrier anglais, lance un défi aux hommes du Liddesdale. Le fils de Jock relève le défi. Son père est transporté de joie et d'orgueil. Il donne alors à son fils la lourde épée. Alité depuis deux ans, il tient à être transporté sur le lieu du combat.
L'Anglais en sort vainqueur. Il tue le fils de Jock. Il s'empare de son épée, il la brandit fièrement. Jock est horrifié. Son pays est déshonoré, son épée dans les mains d'un Anglais. La mort de son fils lui importe peu. Il ne voit en lui que « l'enfant dégénéré » par lequel l'honneur de son pays et de son clan vient d'être bafoué. Jock meurt trois jours plus tard, « sans avoir prononcé une fois le nom de son fils, mais ne cessant de s’exhaler en plaintes sur la perte de sa noble épée ».

### Personnages
- Jock Armstrong, laird de Mangerton. Jock est l'équivalent écossais de John ou de Jean[26]. Du vivant de son père, Jock est appelé the Laird's Jock (« le Jock du laird », le fils du laird)[27]. Ses exploits rendent ce nom tellement célèbre qu'il le garde après la mort de son père, et dans les annales.
- La fille unique de Jock.
- Le fils unique de Jock.
- Foster, guerrier anglais.

## Traductions
Les traductions en langue française des trois Keepsake Stories n'ont jamais été réunies sous un même nom.

### Premières éditions en français
- Le Miroir de la tante Marguerite, La Chambre tapissée, dans Œuvres complètes de sir Walter Scott, Paris, Gosselin, 1829, t. CXLV. Traduit par l'auteur d'Olésia ou la Pologne[28] (lady Lattimore Clarke : Rosine Mame, l'épouse de Charles Gosselin[29]).
- Le Miroir de ma tante Marguerite, La Chambre tapissée, La Mort de Jock, dans Œuvres de Walter Scott, t. VI, trad. Albert Montémont, Paris, Armand-Aubrée, 1831[30].
- Le Miroir de ma tante Marguerite, La Chambre tapissée, La Mort du Laird's Jock, dans Œuvres de Walter Scott, t. XXI, trad. Auguste-Jean-Baptiste Defauconpret, Paris, Furne, Gosselin, Perrotin, 1835[31].

### Édition récente
Le Miroir de ma tante Marguerite, La Chambre tapissée, dans Walter Scott, La Veuve des Highlands et autres contes surnaturels, coll. « Terres Fantastiques », Rennes, Terre de Brume, 1999.

### Édition bilingue
The Tapestried Chamber-La Chambre aux tapisseries, dans Ghost Stories-Histoires de fantômes,  trad. Dominique Lescanne, Paris, Presses pocket, 2010. Existe aussi en livre numérique.